# Giacomo Ponzio
Giacomo Giulio Maria Ponzio (Milano, 2 dicembre 1865 – Torino, 13 marzo 1939) è stato un generale italiano, comandante generale dei Reali Carabinieri.

## Biografia
Nato a Milano il 2 dicembre 1865, Giacomo Ponzio fu allievo del collegio militare nella città natia dal 1º ottobre 1878 e successivamente entrò nell'accademia militare dal 1º gennaio 1882. Il 27 agosto 1884 ottenne il grado di sottotenente d'artiglieria, venendo promosso tenente del 6º battaglione del 29º reggimento d'artiglieria. Promosso capitano, venne ammesso nella scuola superiore di guerra, ricoprendo l'incarico di capitano dello stato maggiore del 21º reggimento d'artiglieria, passando successivamente al 5º bersaglieri.
Promosso al grado di maggiore, venne destinato alla scuola di guerra ove rimase sino alla sua nomina a colonnello l'11 giugno 1914. Il 13 settembre di quello stesso anno venne nominato capo di stato maggiore del 1º corpo d'armata dell'esercito, col quale prese parte alle prime fasi della prima guerra mondiale. Il 1º settembre 1915 venne promosso al grado di maggiore generale ed assunse il comando della brigata "Bergamo" sino al 20 giugno 1918 quando venne promosso al grado di tenente generale e destinato al comando del 6º corpo d'armata e poi dell'8°. Fu quindi comandante militare della provincia di Trento da poco annessa all'Italia.
Dal 23 novembre 1921 al 4 gennaio 1925, fu comandante generale dell'arma dei carabinieri reali, assumendo il grado di generale di corpo d'armata dal 1º febbraio 1922. Pensionato, venne richiamato in servizio il 2 febbraio 1929 e messo a disposizione per incarichi speciali, ma cessò il proprio servizio attivo il 2 dicembre 1931.
Morì a Torino nel 1939.